# Амелі Кокто
Амелі Кокто (фр. Amélie Cocheteux; нар. 27 березня 1978) — колишня французька тенісистка.
Найвищу одиночну позицію світового рейтингу — 55 місце досягла 10 травня 1999, парну — 61 місце — 18 вересня 2000 року.
Здобула 4 одиночні титули туру ITF.
Найвищим досягненням на турнірах Великого шолома були чвертьфінали в парному розряді.
Завершила кар'єру 2001 року.

## Фінали турнірів WTA

### Парний розряд (0–1)
| Легенда: до 2009                    | Легенда: починаючи з 2009 |
| ----------------------------------- | ------------------------- |
| Турніри Великого шолома (0/0)       |                           |
| Чемпіонати WTA (0/0)                |                           |
| Tier I (0/0)                        | Premier Mandatory (0/0)   |
| Tier II (0/0)                       | Premier 5 (0/0)           |
| Tier III (0/0)                      | Premier (0/0)             |
| Турніри IV-ї та V-ї категорій (0/1) | International (0/1)       |

| Результат | Ранг | Дата          | Турнір              | Покриття | Партнерка        | Суперниці                      | Рахунок  |
| --------- | ---- | ------------- | ------------------- | -------- | ---------------- | ------------------------------ | -------- |
| Поразка   | 1.   | 9 травня 1999 | Warsaw Open, Польща | Ґрунт    | Жанетта Гусарова | Кетеліна Крістя Ірина Селютіна | 1–6, 2–6 |

## Фінали ITF

### Фінали в одиночному розряді (4-5)
| турніри $100,000 |
| турніри $75,000  |
| турніри $50,000  |
| турніри $25,000  |
| турніри $10,000  |

| Результат | Ранг | Дата             | Турнір                       | Покриття   | Суперниця у фіналі   | Рахунок у фіналі |
| Поразка   | 1.   | 17 квітня 1995   | Мурсія, Іспанія              | Ґрунт      | Ана Алькасар         | 0–6, 1–6         |
| Перемога  | 2.   | 14 травня 1995   | Ле-Туке-Парі-Плаж, Франція   | Ґрунт      | Патті ван Аккер      | 6–2, 6–1         |
| Поразка   | 3.   | 11 лютого 1996   | Мар-дель-Плата, Аргентина    | Ґрунт      | Глорія Піццікіні     | 2–6, 4–6         |
| Поразка   | 4.   | 3 листопада 1996 | Пуатьє, Франція              | Тверде (i) | Нелле ван Лоттум     | 6–1, 3–6, 2–6    |
| Перемога  | 5.   | 22 червня 1997   | Марсель, Франція             | Ґрунт      | Мір'яна Лучич-Бароні | 4–6, 7–5, 6–4    |
| Поразка   | 6.   | 2 листопада 1997 | Пуатьє, Франція              | Ґрунт      | Крісті Богерт        | 4–6, 5–7         |
| Перемога  | 7.   | 7 червня 1998    | Сербітон, Велика Британія    | Трава      | Седа Норландер       | 6–2, 6–4         |
| Поразка   | 8.   | 18 жовтня 1998   | Саутгемптон, Велика Британія | Килим (i)  | Анн-Гель Сідо        | 5–7, 4–6         |
| Перемога  | 9.   | 25 жовтня 1998   | Жуе-ле-Тур, Франція          | Тверде (i) | Стефані Форец        | 6–1, 6–1         |

### Фінали в парному розряді (0-3)
| Результат | No | Дата             | Турнір                       | Покриття   | Партнерка    | Суперниці у фіналі           | Рахунок            |
| Поразка   | 1. | 7 листопада 1994 | Гіза, Єгипет                 | Ґрунт      | Каролін Туар | Аґнес Ґее Хрістіна Захаріду  | 7–6(8–6), 2–6, 3–6 |
| Поразка   | 2. | 18 жовтня 1998   | Саутгемптон, Велика Британія | Килим (i)  | Емілі Луа    | Ельс Калленс Лоранс Куртуа   | 2–6, 2–6           |
| Поразка   | 3. | 25 жовтня 1998   | Жуе-ле-Тур, Франція          | Тверде (i) | Емілі Луа    | Ленка Ценкова Ева Мартінцова | 6–3, 4–6, 5–7      |